# Expresszionista zene
Az expresszionista zene a 20. század elejének egyik jelentős klasszikus zenei irányzata.

## Története, jellemzői
Az expresszionista zenének szokták nevezni a körülbelül az 1900–1920 közötti időben egyes alkotók egyes műveinek stílusát. Ezt tartják az első igazi, 20. századi, modern zenei stílusnak, mivel az ugyanebben az időben jelenlévő késő romantikus zene és az impresszionista zene 19. századi gyökerekkel rendelkezik. Ennek ellenére, mint ellenpólusa, az impresszionizmus, az expresszionizmus is a romantikából fejlődött ki, lényegében annak szélsőséges, szubjektivizmusig vitt változataként. Akárcsak az expresszionista képzőművészetben és irodalomban, az expresszionista zenében is legfőbb jellemzője a társadalmi közösségből kirekedt, magányos ember pesszimizmusa, nyugtalansága, halálfélelme, s mindezeknek a szorongó érzéseknek a művészi megragadása zenében való kifejezése. Azaz szemben a késő romantikával, a fő hangsúlyt a külső hatáskeresés és szórakoztatás helyett a lélek titokzatos és sokrétű életére fekteti. A dúr- és a moll-hangrendszert fokozatosan elveti, végül a tonalitást is.
Az irányzat egyik képviselője, Arnold Schönberg (1874–1951) eleinte a romantikus Richard Wagner nyomdokain halad, azonban később, például II. vonósnégyes című művében elvont, tudatalatti megnyilatkozásokra törekedett. Igor Stravinsky (1882–1971) Tavaszi áldozatának barbár ritmusképletei annyira szokatlanul hatottak a párizsi bemutatón, hogy csaknem lázadásba fajult az előadás. Bartók Béla (1881–1945) a magyar népzenéből nyert ihletet expresszionista stílusú műveihez.
Schönberg később, az 1920-as évektől a szerializmus, míg Sztravinszkij a neoklasszicizmus irányába fejlődött.

## Kapcsolódó szócikk
- Zenetörténet